# 부리

새의 부리의 비교.

부리란 새의 돌출되어 나온 입이다. 부리의 모양에 따라 새가 무엇을 먹고 사는 지 알 수 있다. 파충류 거북과 무척추동물의 오징어, 그리고 어류의 푸른비늘돔과 포유류인 오리너구리도 부리를 갖고 있다.
부리는 주로 새에서 발견되는 외부 해부학적 구조이지만 거북이, 비조류 공룡 및 일부 포유류에서도 발견된다. 부리는 먹고, 다듬고, 물건을 조작하고, 먹이를 죽이고, 싸우고, 음식을 탐색하고, 구애하고, 새끼에게 먹이를 주는 데 사용된다.
부리는 크기, 모양, 색상, 질감이 크게 다르지만 기본 구조는 비슷하다. 두 개의 뼈 돌기(상악 및 하악)는 람포테카(rhamphotheca)로 알려진 얇은 각질화된 표피층으로 덮여 있다. 대부분의 종에서는 콧구멍이라고 불리는 두 개의 구멍이 호흡기로 연결된다.

## 색상
새 부리의 색깔은 람포테카를 포함한 표피층에 있는 색소(주로 멜라닌과 카로티노이드)의 농도에 따라 결정된다. 많은 새 종의 껍질에서 발견되는 유멜라닌은 회색과 검은색의 모든 색조를 담당한다. 표피에서 발견되는 색소 침전물의 밀도가 높을수록 결과 색상은 더 어두워진다. 페오멜라닌은 금색과 루푸스에서 다양한 갈색 음영에 이르는 "흙색조"를 생성한다. 담황색, 황갈색 또는 뿔색의 부리에서 유멜라닌과 결합하여 발생하는 것으로 생각되지만 연구자들은 아직 부리 구조에서 파오멜라닌을 분리하지 못했다. 12가지 이상의 카로티노이드가 대부분의 빨간색, 주황색, 노란색 부리의 착색을 담당한다.
색상의 색상은 빨간색과 노란색 안료의 정확한 혼합에 의해 결정되는 반면, 채도는 증착된 안료의 밀도에 따라 결정된다. 예를 들어, 밝은 빨간색은 주로 빨간색 안료가 촘촘하게 침전되어 생성되는 반면, 흐릿한 노란색은 주로 노란색 안료가 분산되어 침전되어 생성된다. 밝은 오렌지색은 빨간색과 노란색 색소가 거의 같은 농도로 촘촘하게 침전되어 생성된다. 부리 색깔은 부리를 더 뚜렷하게 표시하는 데 도움이 된다. 일반적으로 부리 색깔은 새의 호르몬 상태와 식단의 조합에 따라 달라진다. 색상은 일반적으로 번식기가 다가올수록 가장 밝아지고 번식 후에는 가장 옅어진다.
새는 자외선 범위의 색상을 볼 수 있으며 일부 종은 부리에 자외선 반사율 피크(자외선 색상의 존재를 나타냄)가 있는 것으로 알려져 있다. 이러한 최고점의 존재와 강도는 새의 건강 상태, 성적 성숙도 또는 쌍 결합 상태를 나타낼 수 있다. 예를 들어, 왕펭귄과 황제펭귄은 성체가 되었을 때만 자외선 반사 반점을 보인다. 이 반점은 구애하는 새보다 짝을 이루는 새에서 더 밝다. 부리에 있는 그러한 지점의 위치는 새가 동종을 식별하는 데 중요할 수 있다. 예를 들어, 깃털이 매우 유사한 왕펭귄과 황제펭귄은 부리의 서로 다른 위치에 UV 반사 반점이 있다.

## 발달
현대 조류의 부리에는 융합된 상악전골이 있는데, 이는 배아 발달 과정에서 전두비 외배엽 영역의 Fgf8 유전자 발현에 의해 조절된다.
부리의 모양은 두 가지 모듈, 즉 초기 배아 단계의 전비연골과 후기 단계의 상악전 뼈에 의해 결정된다. 비강 연골의 발달은 Bmp4 및 CaM 유전자에 의해 조절되는 반면 상악 전 뼈의 발달은 TGFβllr, β-catenin 및 Dickkopf-3에 의해 조절된다. TGFβllr은 리간드 결합 시 유전자 전사를 조절하는 세린/트레오닌 단백질 키나제를 암호화하고 이전 연구에서는 포유류 두개안면 골격 발달에서의 역할을 강조했다. β-카테닌은 말단 뼈 세포의 분화에 관여한다. Dickkopf-3은 포유류 두개안면 발달에서 발현되는 것으로 알려진 분비 단백질을 암호화한다. 이러한 신호의 조합은 길이, 깊이 및 너비 축을 따라 부리 성장을 결정한다. TGFβllr의 발현 감소는 상악 전골의 발육 부진으로 인해 닭 배아 부리의 깊이와 길이를 크게 감소시켰다. 반대로 Bmp4 신호 전달이 증가하면 전비연골의 과도한 발달로 인해 상악골 전골이 감소하게 되며, 이는 뼈 형성 대신 연골을 위한 중간엽 세포를 더 많이 차지하게 된다.

## 기능
새들은 자신을 방어하기 위해 부리로 물거나 찌를 수도 있다. 일부 종은 다양한 종류의 전시에 부리를 사용한다. 예를 들어, 구애의 일환으로 수컷 가가니는 가짜 다듬기 과시로 날개에 있는 파란색 검경 깃털에 부리를 대고, 수컷 만다린 오리는 주황색 돛 깃털로 같은 행동을 한다. 많은 종 두려움 및 위협을 표현하기 위해 입을 벌리고 벌린 부리를 사용한다. 일부는 쉭쉭 소리를 내거나 심호흡을 하여 표현을 강화하는 반면, 다른 일부는 부리로 쫀다. 오리너구리는 부리를 사용해 물속을 탐색하고, 먹이를 탐지하고, 땅을 파낸다. 부리에는 전기 수용체와 기계 수용체가 포함되어 있어 먹이를 감지하는 데 도움이 되는 근육 수축을 유발한다. 전기수용체를 사용하는 몇 안 되는 포유동물 종 중 하나이다.